# Slip (żeglarstwo)

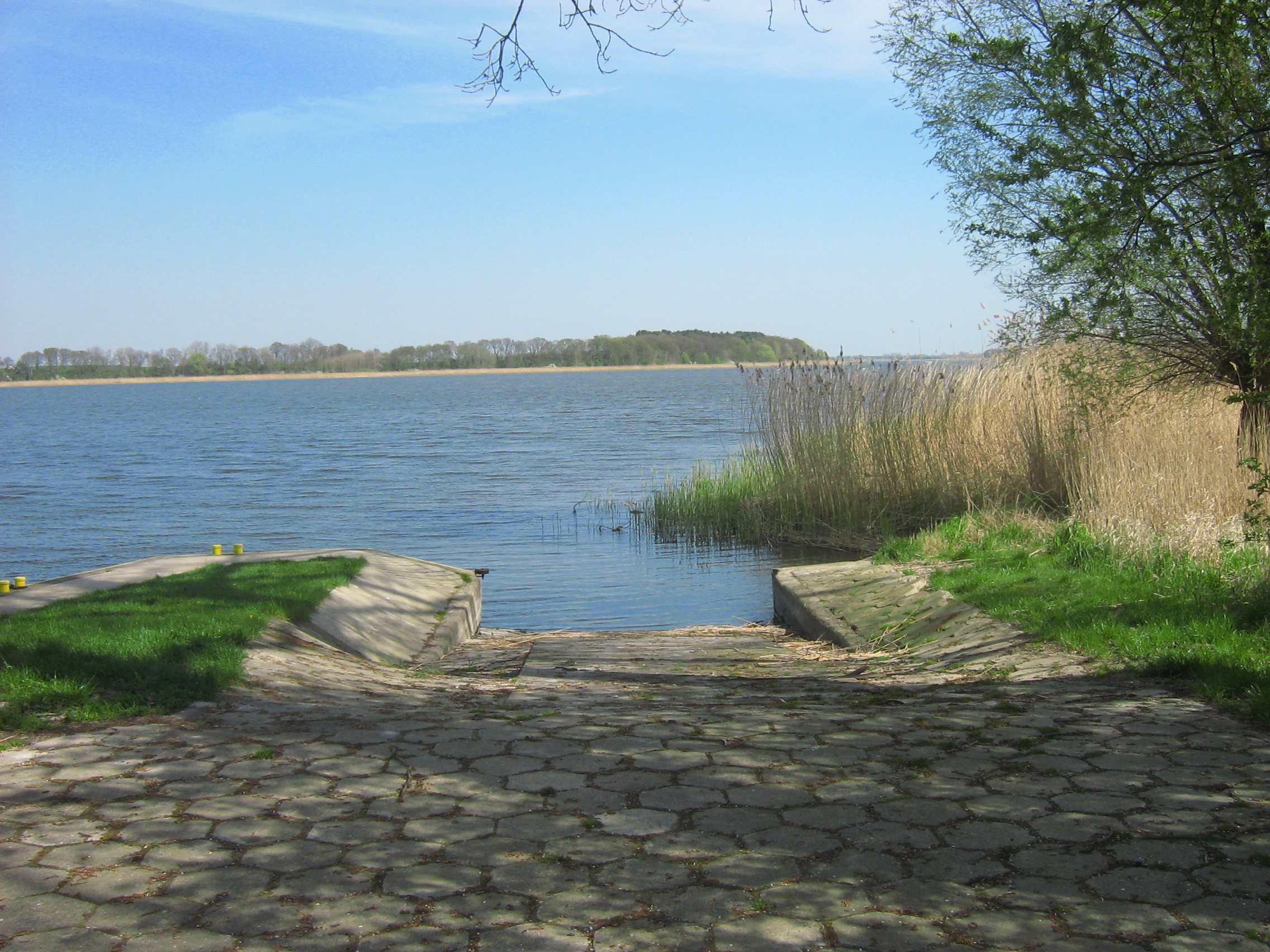
Mały slip w porcie w Sierosławiu

Slip, wyciąg stoczniowy –  mała pochylnia, budowla hydrotechniczna w postaci równi pochyłej schodzącej z lądu w głąb wody, służąca do wodowania lub wyciągania na brzeg niewielkich jednostek pływających poprzez przewożenie ich na wózku kołowym, którym można wjechać do wody na głębokość większą niż zanurzenie jednostki. Niezbędnym wyposażeniem slipu jest wyciągarka, ponadto większe slipy mogą mieć własne tory i dostosowane do nich wózki, a także urządzenia dźwigowe. Natomiast na mniejszych slipach wjeżdża się do wody np. bezpośrednio przyczepą samochodową służącą do transportu jachtu na lądzie.
Slipy stosuje się na przystaniach, oraz w małych portach i niewielkich stoczniach.
Mianem slipu określa się też pochylnię służącą do wodowania łodzi stosowaną w konstrukcji statków, zwłaszcza ratowniczych lub patrolowych. Slip umieszczony jest na rufie i umożliwia łatwe wodowanie szybkich łodzi przeznaczonych do celów ratunkowych lub interwencyjnych. Slipy takie mogą być wyposażone w rolki, po których porusza się łódź.